# Gordon Gekko
Gordon Gekko er en fiktiv karakter fra filmen Wall Street (1987) og efterfølgeren Wall Street: Money Never Sleeps (2010). Han bliver portrætteret af Michael Douglas, der modtog en Oscar-statuette for sin præstation. Gordon Gekko er den ultimative skildring af grådigheden og individualisme[kilde mangler]. I filmen siger han blandt andet: "Greed is good, greed is right" og "money never sleeps". Selvom Gordon Gekko er skabt som en antihelt af filminstruktøren Oliver Stone, er han endt som et forbillede for mange unge børsmæglere[kilde mangler]. Gekkos kendetegn er en skjorte med hvid kontrastflip, røde seler og tilbagestrået hår.